# Percy Mayfield
Percy Mayfield (Minden (Louisiana), 12 augustus 1920 – Los Angeles, 11 augustus 1984) was een Amerikaanse r&b-zanger, met een soepele vocale stijl. Hij was ook songwriter, bekend van de nummers Please Send Me Someone to Love en Hit the Road Jack.

## Biografie
Mayfield werd geboren in Minden, Louisiana, de zetel van Webster Parish, in het noordwestelijke deel van de staat. Als jeugdige had hij een talent voor poëzie, wat hem leidde tot het schrijven van liedjes en zingen. Hij begon zijn carrière in Texas en verhuisde vervolgens in 1942 naar Los Angeles, echter zonder succes als zanger tot 1947, toen het kleine platenlabel Swing Time Records hem contracteerde om zijn lied Two Years of Torture op te nemen, met een band waaronder de saxofonist Maxwell Davis, de gitarist Chuck Norris en de pianist Willard McDaniel. De plaat verkocht de komende jaren gestaag, wat Art Rupe ertoe bracht Mayfield in 1950 te contracteren bij zijn label Specialty Records. Mayfields vocale stijl werd beïnvloed door stylisten als Charles Brown, maar in tegenstelling tot veel West Coast bluesmannen, concentreerde Mayfield zich niet op de blanke markt. Hij zong bluesballads, meestal liedjes die hij zelf schreef, in een rustige vocale stijl. Zijn beroemdste nummer Please Send Me Someone to Love, een #1 r&b-hitsingle eind 1950, door de recensent Bill Dahl omschreven als een meerlagige universele klaagzang, was zeer invloedrijk en werd door vele andere zangers opgenomen. Zijn carrière bloeide toen een reeks van zes Top 10 r&b-hits volgde, zoals Lost Love en The Big Question, waarmee hij zijn status als leidende bluesballadzanger bevestigde en daarmee een echte meester was in het uiten van zijn diepste kwetsbare gevoelens en medeleven.
In 1952, op het hoogtepunt van zijn populariteit, raakte Mayfield ernstig gewond bij een auto-ongeluk, toen hij terugkeerde van een optreden in Las Vegas naar Los Angeles als voorpassagier in een auto met chauffeur. Het voertuig raakte de achterkant van een onzichtbare stilstaande vrachtwagen en Mayfield werd geraakt door puin. Hoewel hij ter plaatse dood werd verklaard, herstelde hij uiteindelijk, maar bracht twee jaar door met herstellen. Het ongeluk bezorgde hem een gezichtsmisvorming, die uiteindelijk een einde maakte aan zijn carrière als artiest, maar zijn productieve songwriting niet stopte. Hij bleef schrijven en opnemen voor Specialty en na 1954 nam hij op voor Chess Records en Imperial Records. In 1961 bracht Mayfields nummer Hit the Road Jack hem onder de aandacht van Ray Charles, die hem contracteerde bij zijn Tangerine Records, voornamelijk als songwriter. Mayfield schreef Hide nor Hair, At the Club, Danger Zone en But on the Other Hand, Baby voor Tangerine en Charles, die hem een contract voor vijf jaar aanbood als zijn privé songwriter, heeft minstens 15 van zijn liedjes opgenomen. Hij had ook een reeks single publicaties als zanger bij Tangerine, geproduceerd door Charles, waaronder een nieuwe versie van River's Invitation, die in de Billboard Hot 100 sloop en in 1963 #25 bereikte in de r&b hitlijst. Er werden ook twee albums uitgebracht, grotendeels compilaties van zijn singles.
Na zijn RCA Records-opnamen tijdens de vroege jaren 1970 tekende Mayfield kort bij Atlantic Records, waarvoor soul- en bluesartiest Johnny "Guitar" Watson de kleine r&b-hit I Don't Want to Be the President voor hem produceerde, die zich 5 weken plaatste in de hitlijsten in 1974, met een piek op 64. In het begin van de jaren 1980 ontdekte de Bay Area-toetsenist Mark Naftalin dat Mayfield in East Bay woonde en nodigde hem uit om mee te werken aan opnamen en liveoptredens te geven in verschillende clubs in Marin County en East Bay. De openbaring leidde tot een studiodatum in 1982 voor het Nederlandse bedrijf Timeless Records met de Phillip Walker Blues Band, die het album Hit the Road Again opnam, dat in 1983 werd uitgebracht. Naftalin produceerde later de videodocumentaire Percy Mayfield: Poet Laureate of the Blues met de optredens en getuigenissen van Mayfield van B.B. King en Ray Charles. Opnamen van een aantal optredens met Naftalin werden ook postuum uitgebracht in het album Percy Mayfield Live uit 1992.

## Privéleven en overlijden
Mayfield trouwde drie keer. De identiteit van zijn eerste vrouw is onbekend. Zijn tweede vrouw was Willie Mae Atlas Mayfield. Zijn derde vrouw was Tina Mayfield. Hij begon te werken met Tina (geboren Earnestine Jermany, 17 oktober 1929 - overleden 14 december 2006), ook een bluesmuzikant, toen ze in 1972 naar Los Angeles verhuisde. Ze trouwden in 1984. Percy Mayfield overleed in augustus 1984 op bijna 64-jarige leeftijd aan de gevolgen van een hartaanval. Op zijn begrafenis voerde Little Richard Thank You, Jesus en Swing Low, Sweet Chariot uit. Hij werd begraven op Inglewood Park Cemetery, in Inglewood (Californië). Op 25 juni 2019 plaatste The New York Times Magazine Percy Mayfield tussen honderden artiesten waarvan materiaal naar verluidt werd vernietigd in de brand in Universal Studios Hollywood in 2008.

## Discografie

### Singles
- 1950:	Please Send Me Someone to Love
- 1950: Strange Things Happening
- 1951:	Lost Love
- 1951: What a Fool I Was
- 1951: Prayin' for Your Return
- 1952:	Cry Baby
- 1952: The Big Question
- 1963:	River's Invitation
- 1970:	To Live the Past
- 1974:	I Don't Want to Be the President

### Albums
- 1966:	My Jug and I (Tangerine Records)
- 1969:	Walking on a Tightrope (Brunswick Records)
- 1970:	Weakness Is a Thing Called Man (RCA Victor)
- 1970: Percy Mayfield Sings Percy Mayfield
- 1971:	Blues... and Then Some
- 1971: Bought Blues (Tangerine Records)
- 1983:	Hit the Road Again (met de Phillip Walker Blues Band) (Timeless Records)

- Biblioteca Nacional de España: XX845325
- Bibliothèque nationale de France: cb14007765x (data)
- CiNii: DA16739812
- Gemeinsame Normdatei: 134622332
- International Standard Name Identifier: 0000 0000 5949 8887
- Library of Congress Control Number: n93019562
- MusicBrainz: 21711e9c-3722-4b88-8cd4-5a1b6c9adba4
- Nationale Bibliotheek van Israël: 987007419840005171
- Nederlandse Thesaurus van Auteursnamen: 099825392
- SNAC: w64j1kdc
- Système universitaire de documentation: 087888076
- Virtual International Authority File: 54343913
- WorldCat: E39PBJqkbgydJmKG9dFtDmfyVC